# تابع مسیر
تابع مسیر (به انگلیسی: Process function)تابعی است که مقدار نهایی آن به مسیر فرآیند وابسته باشد.توابع مسیر با حروف کوچک انگلیسی نوشته می‌شوند.

## مثال‌هایی از توابع مسیر
- مسافت
- کار(w)
- گرما(q)